# Siping
Siping (cinese: 四平; pinyin: Sìpíng) è una città-prefettura della Cina nella provincia dello Jilin.

## Suddivisioni amministrative
- Distretto di Tiexi
- Distretto di Tiedong
- Gongzhuling
- Shuangliao
- Contea di Lishu
- Contea autonoma manciù di Yitong